# تپه کلکینه
تپه کلکینه مربوط به دوره اشکانیان - دوره ساسانیان است و در شهرستان گیلانغرب، بخش مرکزی، دهستان گورسفید، ۶۵۰ متری غرب روستای گاومیش چران واقع شده و این اثر در تاریخ ۲۶ اسفند ۱۳۸۷ با شمارهٔ ثبت ۲۵۵۴۳ به‌عنوان یکی از آثار ملی ایران به ثبت رسیده است.